# Medalha Graefe
A Medalha Graefe (em alemão:  Graefe-Medaille) é uma condecoração por avanços significativos em oftalmologia.

## Recipientes
- 1886: Hermann von Helmholtz e outros pela descoberta da oftalmoscopia[1]
- 1896: Theodor Carl Gustav von Leber por pesquisas sobre anatomia patológica e histologia do olho
- 1906: Ewald Hering por sua principal obra Die Lehre vom binocularen Sehen[2]
- 1928: Allvar Gullstrand e outros pelo desenvolvimento da lâmpada de fenda, que possibilitou a microscopia do olho vivo
- 1938: Jules Gonin (póstuma) por descobertas na terapia operativa em descolamento de retina
- 1957: Rudolf Thiel por conquistas na pesquisa do glaucoma
- 1965: Hans Goldmann por diversas invenções
- 1975: Jules François
- 1986: Gerhard Meyer-Schwickerath
- 1996: Franz Fankhauser
- 2006: Gottfried O. H. Naumann
- 2016: Eberhart Zrenner[3]